# Министерство предпринимательства, инноваций и ремёсел Великобритании
Министерство предпринимательства, инноваций и ремесел Великобритании создано 5 июня 2009 года в результате слияния Министерства инноваций, университетов и навыков и Департамента реформирования бизнеса, предпринимательства и регуляторной политики.

## Обязанности
Министерство несёт ответственность за политику правительства Великобритании по следующим направлениям:
- регулирование и поддержка предпринимательства
- акционерное право
- конкуренция
- дела потребителей
- корпоративное управление
- трудовые отношения
- экспортное лицензирование
- второе высшее образование
- высшее образование
- инновация
- неплатежеспособность
- интеллектуальная собственность
- космическое пространство
- почтовые дела
- региональное и местное экономическое развития
- наука и исследования
- навыки
- торговля
- обучение

## Шотландия

### Полномочия
- связь
- почтовые услуги
- интеллектуальная собственность
- импортно-экспортный контроль
- бизнес-ассоциации
- неплатежеспособность
- конкуренция
- защита прав потребителей
- стандарты на продукцию, безопасность и ответственность
- меры и весы
- научные советы
- космическое пространство

## Северная Ирландия

### Полномочия
- связь
- почтовые услуги
- интеллектуальная собственность
- импортно-экспортный контроль, внешняя торговля
- единицы измерения
- безопасность потребителей в отношении товаров